# Aston Munslow

Aston är en by i Shropshire i England. Byn ligger 1.5 km sydväst om Munsolw utmed landsväg B4368 och 8,5 km nordost om staden Craven Arms. Byns pub heter The Swan Inn